# Andrena nanshanica
Andrena nanshanica är en biart som beskrevs av Popov 1940. Andrena nanshanica ingår i släktet sandbin, och familjen grävbin. Inga underarter finns listade i Catalogue of Life.